# Хрен (род)
Хрен (лат. Armorácia) — род многолетних травянистых растений семейства Капустные (Brassicaceae).

## Ботаническое описание

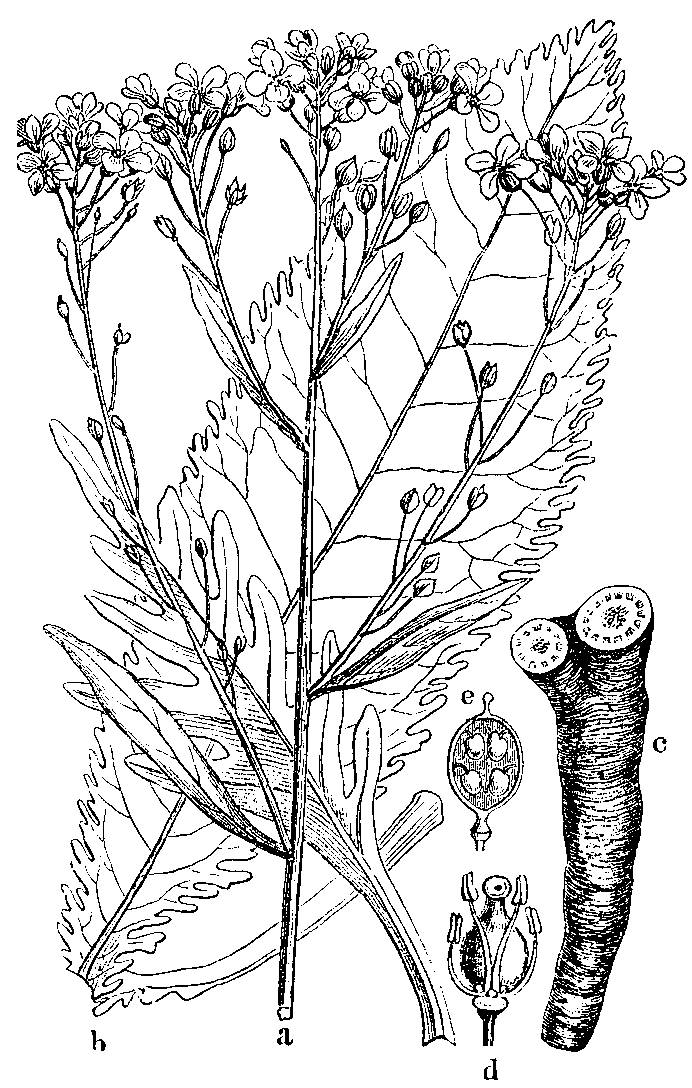
Хрен обыкновенный. Ботаническая иллюстрация из книги Naše škodljive rastline (1892)

Корни длинные, толстые. Стебель прямой, ветвистый.
Прикорневые листья длиной до 60 см, продолговатые, цельные; нижние — перистораздельные; средние — продолговатые или ланцетные; верхние — линейно-ланцетные.
Лепестки белые. Рыльце с двумя короткими лопастями; завязь сидячая; столбик короткий.
Плоды — стручочки, продолговатые, овальные или яйцевидные. Семена расположены в два ряда. Семядоли плоские; зародыш — крае-корешковый.

## Хозяйственное значение и применение
Один из видов, хрен обыкновенный, является основой традиционной приправы — столового хрена. Жгучий вкус частям растения придаёт гликозид синигрин.

## Классификация

### Таксономия[1]
Armoracia  G.Gaertn., B.Mey. & Scherb., 1800, Oekon. Fl. Wetterau 2: 426
Род Хрен относится к семейству Капустные (Brassicaceae) порядка Капустоцветные (Brassicales). Кладограмма в соответствии с Системой APG IV по состоянию на июнь 2023 года:
|  |                                      |  |                                   |                                   |                     |  | ещё 16 семейств |              |              |                                                            |
|  |                                      |  |                                   |                                   |                     |  |                 |              |              | 3 подтвержденных вида и 4 таксона, ожидающий подтверждения |
|  |                                      |  |                                   | порядок Капустоцветные            |                     |  |                 |              | род Хрен     |                                                            |
|  |                                      |  |                                   | порядок Капустоцветные            |                     |  |                 |              | род Хрен     |                                                            |
|  | отдел Цветковые, или Покрытосеменные |  |                                   |                                   | семейство Капустные |  |                 |              |              |                                                            |
|  | отдел Цветковые, или Покрытосеменные |  |                                   |                                   |                     |  |                 |              |              |                                                            |
|  |                                      |  | ещё 63 порядка цветковых растений | ещё 63 порядка цветковых растений |                     |  |                 | ещё 354 рода | ещё 354 рода |                                                            |
|  |                                      |  |                                   | ещё 63 порядка цветковых растений |                     |  |                 |              | ещё 354 рода |                                                            |

### Виды
- Armoracia macrocarpa  Baumg.
- Armoracia rusticana  G.Gaertn., B.Mey. & Scherb.  — Хрен обыкновенный, или Хрен деревенский
- Armoracia sisymbrioides  N.Busch. ex Ganesh. — Хрен луговой, или Хрен гулявниковый (также встречается за другим авторством как Armoracia sisymbrioides  (DC.) Cajander)